# Witold Stachurski
Witold Stachurski est un boxeur polonais né le 15 janvier 1947 à Chmielnik et mort le 16 mai 2001 à Kielce.

## Carrière
Sa carrière amateur est principalement marquée par une médaille d'argent remportée aux championnats d'Europe de 1967 dans la catégorie des poids super-welters et une médaille de bronze remportée aux championnats d'Europe de 1973 dans la catégorie des poids moyens.

## Palmarès

### Championnats d'Europe
- Médaille d'argent en -71 kg en 1967 à Rome, Italie
- Médaille de bronze en -75 kg en 1973 à Belgrade, Yougoslavie